# Topisi
Topisi is een dorp in het district Central in Botswana. De plaats telt 1545 inwoners (2011).